# José Mucassa
José Mucassa Balicudembe (em luganda: Mukasa Balikuddembe), melhor conhecido apenas como José Mucassa, foi um dos mártires a serem mortos a mando do cabaca Muanga II (r. 1884–1888) do Reino de Buganda, na atual Uganda.

## Vida

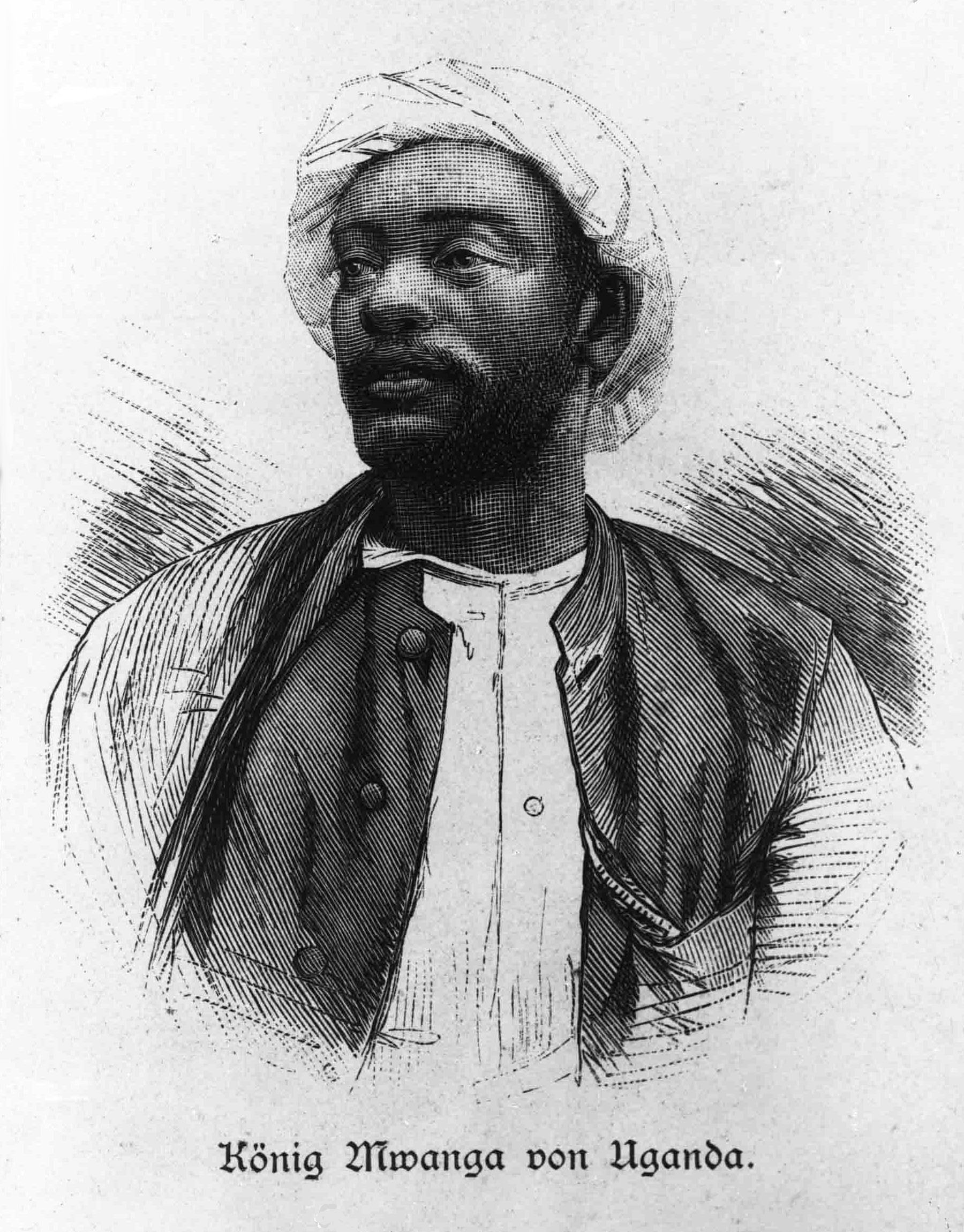
r.

José nasceu em 1860 em Mauocota, na fronteira com o lago Vitória, filho de Cajuaio do clã caiózi e Mazinga, uma das quatro esposas de Cajauio e membro da tribo dos nioros. Aos sete anos foi enviado para morar com Cabadezi, onde cresceu conhecido por suas proezas no esporte. Em cerca de 1874, aos 14 anos, foi apresentado ao cabaca Mutesa I (r. 1857–1884) como um de seus vários pajens. À época, a corte ficava em Cassubi, atual local dos túmulos reais em Campala. Ali, foi popular com seus pajens e logo começou a trabalhar no quarto do cabaca.
Quando os missionários cristãos chegaram em Buganda em 1879, foi matriculado como catecúmeno no ano seguinte. Como exceção aos esperados quatro anos de catecumenato, foi batizada pelo padre Simeon Lourdel em 30 de abril de 1882, juntamente com André Cagua, e recebeu o nome José. De novembro de 1882 a julho de 1885, por segurança, os missionários foram obrigados a viver por algum tempo no extremo sul do lago Vitória. Na sua ausência, José rapidamente se tornou o líder e professor dos pajens reais católicas, cuidando de seu bem-estar físico, espiritual e moral. Também se tornou o assistente pessoal do cabaca, de confiança e favorito, até a morte de Mutesa, em 1884. Quando Muanga II (r. 1884–1888) ascendeu, foi reconduzido ao serviço real e permaneceu como assistente pessoal e foi nomeado mordomo da casa real, recebendo permissão real para reprová-lo, se o considerasse culpado de conduta imprópria. Nessa capacidade, foi capaz de interceder com sucesso com Muanga em nome de Sara Naluanga, uma convertida anglicana que foi condenada à morte.
No início de 1885, ajudou Muanga a frustrar a conspiração contra sua vida, ao mesmo tempo em que alienou-o para proteger os pajens de suas investidas sexuais. No final de outubro, após o retorno dos missionários, soube que o bispo anglicano James Hannington estava indo da costa do Quênia a Buganda, em vez de atravessar o Vitória pelo sul. Devido a cada vez mais intensa presença de britânicos e alemães na costa, e a forte influência dos missionários na corte, Muanga mandou matá-lo. Em 28 de outubro, o cabaca chamou José, que lhe pediu que não matasse Hannington, e acrescentou que seu pai Mutesa nunca matou um europeu. José foi ignorado, e cinco dias depois chegou em Campala a notícia. Em novembro, numa entrevista à noite com José, disse que ressentia contra o mordomo por seu insulto pela morte de Hannington e sua obstrução aos vícios do cabaca.
Na manhã seguinte, José ajudou na Eucaristia e recebeu a comunhão de Simeon Lourdel. Convocado novamente pelo cabaca, foi condenado à morte por sua fé. Foi levado a um ponto próximo do rio Naquivubo, entre as colinas de Mengo e Nacassero, onde perdoou Muanga e seus demais inimigos antes de ser esfaqueado e incinerado numa pira. José é considerado como proto-mártir de Uganda e foi beatificado pelo papa Bento XV em 1920 e canonizado pelo papa Paulo VI em 1964.